# Renewable Energy Certificate System
Das Renewable Energy Certificate System (englisch für ‚Zertifizierungssystem für erneuerbare Energien‘), kurz REC-System oder RECS, war ein Zertifizierungssystem zum Herkunftsnachweis für Strom aus erneuerbaren Energien in 15 europäischen Ländern. Das System war von 2002 bis 2016 in Kraft und wurde vom EECS-GoO-System (auch GO-System oder Guarantee of Origin) ersetzt, welches bereits zuvor in den meisten Ländern Europas implementiert war. Das EECS-GoO-System beruht auf der Umsetzung der Richtlinie 2009/28/EG des Europäischen Parlaments vom 23. April 2009.

## Konzept
RECS sollte es ermöglichen, den marktstrategischen und ideellen Mehrwert regenerativ erzeugter Energie handelbar zu machen. Die ausgestellten Zertifikate konnten unabhängig vom physikalisch erzeugten Strom als frei konvertible Grüne Zertifikate (Renewable Energy Certificates) auf dem internationalen Markt gehandelt werden. Das RECS stellte damit ein mengengleiches Zertifizierungssystem dar, welches von der tatsächlichen Bereitstellung des Stroms abgekoppelt war. 
Im Gegensatz zum Ansatz des Emissionsrechtehandels, der Umweltverschmutzung mit zusätzlichen Kosten belegt, versucht RECS den ideellen Mehrwert erneuerbarer Energien mittels einer zusätzlichen Handelsplattform zugänglich zu machen.

## Aufbau

### Struktur
Das RECS wurde auf regionaler Ebene von unabhängigen Issuing Bodies (IB) verwaltet, welche für die Ausgabe und Entwertung der Zertifikate zuständig waren. Die einzelnen IBs waren wiederum zur internationalen Association of Issuing Bodies (AIB) zusammengeschlossen. Im Dezember 2002 gründeten RECS-Mitglieder RECS International, einen Zusammenschluss nach belgischem Recht, welcher zur Wahrung der Interessen der Mitglieder und der Weiterentwicklung des RECS in Zusammenarbeit mit der AIB dienen sollte.
Anfang 2000 wurde in Deutschland, Finnland und Schweden eine zweijährige Testphase gestartet, während der ca. 14 Millionen Zertifikate gehandelt wurden. 2002 folgte die Ausweitung des Systems auf 15 Länder. Die deutschen Mitglieder von RECS International gründeten am 12. Februar 2003 in Hamburg den Verein RECS Deutschland e. V. RECS International hatte Anfang 2010 über 200 Mitglieder aus 25 vorrangig europäischen Ländern. RECS Deutschland e. V. hatte 39 Mitglieder, vor allem große und mittlere Unternehmen aus der Energiewirtschaft. In der Schweiz waren es 14 und in Österreich 5 Mitglieder, ebenfalls fast alle Energieunternehmen. 
Der deutsche Issuing Body war das Öko-Institut, welches mit verschiedenen TÜVs als Production Registrars für die Überprüfung der Produktionsanlagen und als Auditing Bodies zusammenarbeitete. Seit Juli 2013 war auch das Umweltbundesamt Mitglied der AIB, da ab dem Produktionsjahr 2013 das UBA mit einem neuen Register (dem Herkunftsnachweisregister, HKNR) für alle Zertifikate aus erneuerbarer Stromproduktion verantwortlich ist. Im Jahr 2013 wurden das Register des Öko-Instituts und des Umweltbundesamtes noch parallel betrieben, seit 2014 existiert nur noch das HKNR des UBA. 
Die von den Issuing Bodies ausgegebenen Zertifikate erhielten eine individuelle Nummer, Angaben zur Quelle der Stromproduktion unter Angabe der Produktionsform, eine Angabe zum Produktionsland und der Domäne, in welcher der Strom produziert wurde, eine Kennzeichnung zu einer vorhandenen öffentlichen Förderung, die Angabe des ausstellenden Issuing Body oder dessen Beauftragter sowie Monat und Jahr der Ausgabe des RECS-Zertifikats.
RECS-Zertifikaten und EECS-GoOs verwendeten die gleiche technische Infrastruktur und unterschieden sich nur hinsichtlich ihres Rechtsstatus. Die Verwaltung von RECS oblag der AIB, während EECS-GoO auf EU-Richtlinien und nationaler Gesetzgebung fußt.
Auf der Jahreshauptversammlung von RECS Deutschland e. V. am 14. März 2013 in Berlin beschlossen die Mitglieder die Auflösung des Vereins zum 31. Dezember 2013.

### Handel
Erzeuger regenerativer Energien, die ihre Anlagen in das RECS aufnehmen lassen wollten, mussten sich von einem unabhängigen Gutachter eine Renewable Energy Declaration (RED) ausstellen lassen, woraufhin der Issuing Body die Anlage in die nationalen RECS-Registratur aufnahm. Die Erzeuger konnten die erhaltenen RECS-Zertifikate dann an andere Marktteilnehmer, z. B. Stadtwerke, verkaufen. Diese durften dann entsprechende Strommengen als erneuerbare Energie verkaufen, für welche sie Zertifikate erworben hatten. Verkäufe werden vom Issuing Body in der Registratur vermerkt.
Kunden, die mittels ihres Tarifvertrages Ökostrom beziehen, bekam mit dem RECS eine Garantie dafür, dass irgendwo in Europa die vom Kunden bezogene Jahresstrommenge in kWh regenerativ hergestellt wurde. Eine Verpflichtung zur Errichtung neuer Anlagen zur Produktion erneuerbarer Energien bestand mit dem RECS nicht.

## Energiearten
Zu den RECS-zertifizierbaren Anlagen zählten Windkraftanlagen, Wasserkraftwerke, Solaranlagen oder Anlagen für die Verfeuerung von Biomasse. Anlagen, die nach dem Erneuerbare-Energien-Gesetz vergütet wurden, sind vom RECS-Handel ausgenommen.

### RECs in den USA
In den USA können RECs auch für die Energieerzeugung aus anderen Energiearten vergeben werden. Mögliche Produktionsformen sind hier:
- Solarenergie
- Windenergie
- Geothermische Energie
- Wasserkraftwerke kleineren Maßstabes (ohne Staudämme)
- Energie aus Biomasse
- Biodiesel
- Brennstoffzellen, wenn der benötigte Wasserstoff mittels einer der anderen erlaubten Energieformen erzeugt wurde.

RECs werden in den USA von den Unternehmen Green-e und der Non-profit-Organisation The Climate Neutral Network vergeben.

## Kritik

### RECS-Strom ungleich „Ökostrom“
Ein Hauptkritikpunkt an Unternehmen, welche RECS-zertifizierten Strom vertrieben, war, dass im Zusammenhang mit RECS oft von „Ökostrom“ gesprochen wurde und Stromanbieter diesen Strom selbst als Ökostrom bezeichneten. Dies traf auch für EECS-Produkte zu. Richtigerweise hätte stattdessen der Begriff „Erneuerbare Energie“ verwendet werden soll, denn das „RECS ist kein Ökostrom-Label“, da durch den Begriff „Ökostrom“ ein ökologischer Nutzen im Vergleich zu „gewöhnlichem“ Strom impliziert wird. Die RECS-Organisation selber formuliert hier eine klare Trennung:

„Das RECS System zertifiziert keine Ökostrom-Produkte und ist kein Ökostrom-Label. Das RECS System selbst stellt, außer dass nur für erneuerbare Energien Zertifikate ausgestellt werden können, als Nachweissystem für die Produktion von erneuerbaren Energien im Allgemeinen keine weiteren Anforderungen an die Erzeugungsanlagen; weder an das Anlagenalter, noch an ökologische Anforderungen.“

Insbesondere werden das Anlagenalter und besondere ökologische Anforderungen, wie etwa Naturschutz, nicht berücksichtigt. Wird durch entsprechendes Marketing der ökologische Wert hervorgehoben, so können diese Methoden dem Greenwashing zugeordnet werden.
Die im Endverbrauchermarkt bestehende faktische Gleichstellung von RECS-Zertifikaten mit anderweitigen Ökostrom-Herkunftsnachweisen erlaubte den RECS-zertifizierten Stromanbietern die Vermarktung von sog. „Ökostrom“, ohne dessen physischen Erwerb und verbrauchszeitgleiche Einspeisung.
Die entsprechend konsequent kontrollierte qualitative Abwertung des RECS-Stroms gegenüber anderen hochwertigeren Ökostromnachweisen, fand auf den jeweiligen lokalen Märkten nicht statt. Insbesondere für den Endverbraucher wurden die Qualitätsunterschiede der RECS-Zertifikate zu Ökostromkriterien anderer Label nicht deutlich. Dennoch sollte das System laut Angaben der Träger den Ausbau regenerativer Energien in Europa fördern.

### Geringer Effekt auf regenerative Energieproduktion
Das RECS wurde von Verbraucherschützern und Energieexperten kritisiert, weil der Anbieter regenerativen Stroms an der Strombörse nur ca. 0,015–0,2 Cent pro Kilowattstunde zusätzlich zum Marktpreis erhielten, was kaum einen Anreiz zum Ausbau dieser Energieformen bedeutet. Der Kunde bekam den falschen Eindruck, er könne über RECS regenerative Energie wirksam fördern, ohne dafür entsprechend bezahlen zu müssen.

### Verschleierung der Stromherkunft
Ein weiterer Kritikpunkt betraf die Deklarierung des vom Zertifikatverkäufer erzeugten Stroms. Dieser durfte nun nicht mehr als regenerativ erzeugter Strom verkauft werden, da der Herkunftsnachweise dafür separat vermarktet wurde. Für den zunächst „eigenschaftslosen“ Strom mussten die Regeln des VDEW-Leitfadens zur Stromkennzeichnung angewandt werden. Diese legten fest, dass der Käufer der RECS-Zertifikate dem Verkäufer im Austausch für die gekauften Zertifikate die Zusammensetzung bzw. spezifische Stromkennzeichnung seiner Erzeugung melden musste. Das heißt, der physikalische Strom hatte nun per Definition die Zusammensetzung, welche zuvor der Strom des Zertifikatekäufers hatte.
Wenn beispielsweise ein Stromversorger RECS-Zertifikate erwarb, um 1.000 kWh seines spezifischen Strommixes als Ökostrom zu kennzeichnen, muss der Zertifikat-Verkäufer diese Menge an Strom so deklarieren, wie der Käufer es ohne den Zertifikatezukauf hätte deklarieren müssen. 
Dieses System eröffnete dem Zertifikatverkäufer die Möglichkeit, die „neue“ Herkunft seines Stromes zu verschleiern. Strom wurde an der Strombörse als „grauer Strom“ mit „unbekannter Herkunft“ mit den Eigenschaften des europäischen Strommixes (UCTE) gekennzeichnet. Es war nicht nachprüfbar, ob Kohle-, Atom- oder andere Stromsorten mittels Zertifikaten zu Ökostrom umetikettiert wurden. Gleichzeitig konnte der Verkäufer seinen nun „eigenschaftslosen“ Strom immer noch mit einer UCTE-Angabe verkaufen, anstatt beispielsweise mit einer 100-%-Atomstromkennzeichnung.

### Kein Ausbau erneuerbarer Energieerzeugung
RECS förderte den Ausbau erneuerbarer Energieerzeugung nur so lange, bis die explizite Nachfrage gedeckt war. Darüber hinaus gab es keinen weiteren Anreiz zu einer nachhaltigen Energieversorgung. RECS ermöglichte vielmehr auch Stromanbietern ohne eigene erneuerbare Kapazitäten den Verkauf ihres Stromes mit regenerativem Herkunftsnachweis. Bereits die Kapazität bestehender Wasserkraftwerke war mehr als ausreichend, um die Nachfrage zu decken.

### Doppelvermarktung
Verkäufer der RECS-Zertifikate hielten sich angeblich teilweise nicht an die Vorgabe, ihre Stromkunden nach dem Verkauf eines Zertifikats darüber zu informieren, dass sie nicht mehr das Recht hatten, ihren Strom als Ökostrom zu bezeichnen.

### Empfehlung von Umweltorganisationen
Umwelt- und Verbraucherschutzorganisationen empfahlen, bei der Auswahl eines Ökostrom-Anbieters darauf zu achten, welche Versprechen der Anbieter mit dem Ökostromangebot verbindet.
Die Qualität ihres Stroms kennzeichnen die meisten Anbieter durch Verwendung von Gütesiegeln, wie z. B. dem ok-power Label, dem Grüner Strom Label oder verschiedenen TÜV-Plaketten.
In Deutschland verzichteten unter anderem Greenpeace Energy und die Naturstrom AG auf den Einsatz von RECS-Zertifikaten, Lichtblick und EWS benutzen sie „lediglich als technisches Nachweissystem, also als Register“.
Die mit dem „Grüner Strom“ Label ausgezeichneten Anbieter (z. B. Naturstrom AG) durften keine RECS-Zertifikate verwenden, während das ok-power Label (Lichtblick, Naturenergie, Vattenfall, Stadtwerke) RECS-Zertifikate zuließ – das Öko-Institut, die deutsche Ausgabestelle (Issuing Body) für RECS-Zertifikate, war eines der drei Gründungsmitglieder des ok-power Labels.
Auch bei den Gütesiegeln des TÜV Süd waren RECS-Zertifikate unter bestimmten Voraussetzungen zugelassen.
Diverse Ökostrom-Vergleichsrechner wiesen neben dem Energie-Mix der Stromanbieter auch die unterschiedlichen Ökostrom-Zertifizierungen aus.